# Cyanoramphus saisseti
Cyanoramphus saisseti és una espècie d'ocell de la família dels psitàcids que endèmic dels arbres i matolls de Nova Caledònia.